# Charlottenburg
|  | Aquest article tracta sobre el barri de Charlottenburg. Si cerqueu el palau homònim, vegeu «Palau de Charlottenburg». |

Charlottenburg és un barri (Ortsteil) de Berlín, al districte de Charlottenburg-Wilmersdorf. Els barris veïns de Charlottenburg-Nord i Westend també formaven part integrant de l'antic Districte de Charlottenburg.

## Història
Charlottenburg va ser una ciutat independent de la província prussiana de Brandenburg. Fundada al 1705, quedava a l'oest de Berlín, fins que al 1920 va ser incorporada al Gran Berlín (Groß-Berlin) i transformat en un barri.
Durant la Guerra Freda, va constituir l'àrea central de Berlín Oest; l'estació Berlin Zoologischer Garten, que hi és situada, es va convertir en estació central d'aquesta meitat de la ciutat dividida.
Després de la reforma administrativa de Berlín de 2001, el districte de Charlottenburg es va unir al de Wilmersdorf per fer-ne un dels 12 districtes en què s'organitza la ciutat reunificada, l'anomenat Charlottenburg-Wilmersdorf. Més tard, al 2004, es va reordenar el territori del districte, i es va dividir l'antiga Charlottenburg en els barris Westend, Charlottenburg i Charlottenburg-Nord.
El 2005, Charlottenburg va commemorar el seu 300è aniversari.
Charlottenburg està agermanada amb Linz (Àustria), Trento (Itàlia), i el Borough de Lewisham, al sud-est de Londres (Anglaterra).

## Geografia

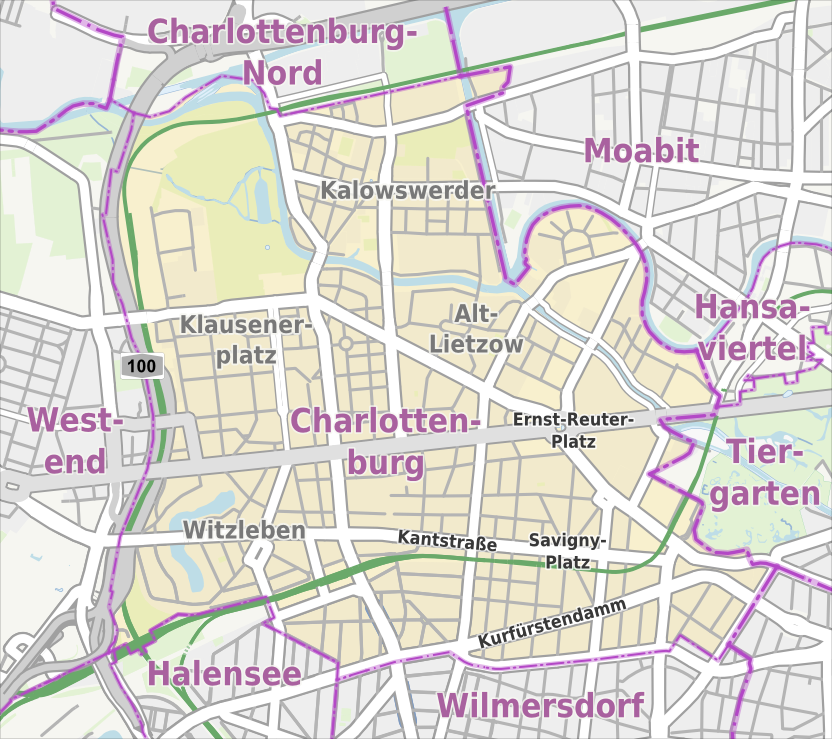
El barri de Charlottenburg.

Charlottenburg queda a l'est del riu Havel i al sud del riu Spree amb l'excepció de Charlottenburg-Nord, que queda a l'altra riba del riu Spree. La part oriental de Charlottenburg forma part de la vall glacial Berlín-Varsòvia mentre que la major part de la resta està sobre l'altiplà de Teltow.

## Palau de Charlottenburg

Palau de Charlottenburg.

La menció més antiga de la zona és la que consta en un document de 1239, referit a Lietzow (també escrit Lietze, Lutzen, Lutze, Lützow, Lusze i Lucene). Aquesta població es trobava en el que avui és el carrer Alt-Lietzow, en la part posterior de l'ajuntament de Charlottenburg.
Però l'origen de Charlottenburg, i el motiu pel qual és conegut, sobretot, és el palau que porta el seu nom. El 1695, Sofia Carlota de Hannover va rebre Lietzow de part del seu espòs Frederic I de Prússia a canvi dels seus estats en Caputh i Langerwisch (prop de Potsdam). Allà s'hi va fer construir una residència d'estiu, que va estar enllestida el 1699. Després de la coronació del rei Frederic I, ella va ampliar la residència per convertir-la en un palau més representatiu del seu estatus. Poc després de la seva mort, l'assentament urbà que s'havia format davant del palau i el mateix palau van ser anomenats Charlottenburg i Schloss Charlottenburg respectivament. El rei va ser l'alcalde de la ciutat fins a 1720, data en què Lietzow va ser incorporat a Charlottenburg.
El successor de Frederic I, Frederic Guillem I de Prússia, rarament va residir al palau, cosa que va tenir una influència negativa en la petita ciutat de Charlottenburg. No va ser fins al 1740 que, amb la coronació de Frederic II de Prússia, la importància de la ciutat va créixer a conseqüència de les festes que regularment se celebraven al palau. Més endavant, Frederic II va preferir el palau de Sanssouci, que en part va ser dissenyat per ell.
Però, a finals del segle xviii, el seu desenvolupament ja no depenia només dels monarques. La ciutat aviat es va convertir en una àrea recreativa de la creixent ciutat de Berlín. Després que s'obrís una primera posada en els anys 1770 al carrer Berliner Straße (avui Otto-Suhr-Allee), en van seguir altres, i cerveseries, atraient els hostes especialment els caps de setmana.
Quan Frederic II va morir el 1786, el seu nebot Frederic Guillem II va fer del palau la seva residència preferida. I el mateix es pot dir respecte del seu fill i successor, Frederic Guillem III. Després de la derrota de l'exèrcit rus a la batalla de Jena, el 1806, Charlottenburg va ser ocupada pels francesos. Napoleó va residir al palau mentre les seves tropes acampaven als afores de Charlottenburg.

## Fills il·lustres
- Willy Jaeger, compositor, pianista i director d'orquestra.
- Lotte Reiniger, directora de cinema d'animació, pionera d'aquest art.
- Meret Oppenheim, fotògrafa i artista surrealista.
- Charlotte Salomon, pintora.
- Max Herzberger (1899-1981), físic.